# Charles R. Saunders
Charles Robert Saunders (Elizabeth, Pennsylvania, 1946. július 12. – Dartmouth, Új-Skócia, 2020. májusa) amerikai afroamerikai fantasy-szerző.

## Élete
Fiatalkorát Norristownban töltötte, egyetemi tanulmányait a Lincoln Egyetemen folytatta, ahol 1968-ban pszichológiai diplomát szerzett. 1969-ben megkapta behívóját a vietnámi háborúba, ő a bevonulás helyett Kanadába utazott, előbb Torontóban és Hamiltonban, majd 14 vagy 15 éven át Ottawában élt.
1985-ben költözött Új-Skóciába, ahol élete hátralevő részét töltötte. 1989-ig mint köztisztviselő és mint tanár dolgozott, ezután újságírói pályát kezdett. A költő George Elliott Clarke, aki a Halifax Daily News egy rovatát vezette ajánlotta őt Doug MacKay szerkesztőnek, aki egy személyes találkozás után felvette. Saunders először olvasószerkesztő volt, majd saját rovatot indított az új-skóciai afroamerikai közösség életéről. Gyakran ő írta a lap vezércikkeit is, ezeket sosem írta alá.
Négy, nem szépirodalmi könyvet írt az új-skóciai afroamerikai közösségről, ezek közül az egyik a rovatában megjelent cikkek gyűjteménye volt, valamint közreműködött a The Spirit of Africville (1992) című kötetben is, amely a kritikusok szerint "mérföldkőnek számított egy elpusztult közösség történetében".
A Daily News 2008-as megszűnése után Saunders visszavonult, s egyre inkább elszigetelődött. Élete utolsó éveiben kevés pénzből élt egy szerény lakásban a Primrose Streeten Dartmouthban, vezetékes telefon, mobiltelefon és internetes kapcsolat nélkül. Barátaival hetente érintkezett a helyi könyvtárban található számítógépek segítségével érintkezett. Egészsége megromlott, de ezt csak keveseknek árulta el. 2020 májusában halt meg, halálát csak szeptemberben hozták nyilvánosságra.

## Irodalmi pályafutása
Az első tudományos-fantasztikus regényt, Andre Norton egy munkáját 1958-ban olvasta. Afrikától ihletve hozta létre a kitalált kontinenst, Nyumbanit (szuahéli nyelven: otthon), ahol Imaro-sorozata játszódik. 1974-ben több novellát készített Gene Day Dark Fantasy című sci-fi fanzinja számára. A Dark Fantasy első Imaro-történetét tartalmazó száma eljutott Lin Carterhez, aki a történetet beválogatta az év legjobb fantasytörténeteit tartalmazó antológiájába, amely a DAW Books kiadónál jelent meg 1975-ben (Year's Best Fantasy Stories).
E kiadvány felhívta Saundersre a DAW kiadója, Donald A. Wollheim figyelmét, aki végül azt javasolta, hogy Saunders alakítsa regénnyé az Imaro-történeteket. Az eredetileg a Dark Fantasy-ban megjelent novellái közül hatot (Mawanzo, Turkhana Knives, The Place of Stones, Slaves of the Giant Kings, Horror in the Black Hills, és a The City of Madness) használt fel 1981-ben a DAW Books-nál megjelent regényében, az Imaro-ban. A rosszul megválasztott alcím miatt (The Epic Novel of a Black Tarzan, azaz A fekete Tarzan epikus regénye) az Edgar Rice Burroughs alapítvány beperelte a kiadót, a borítót újra kellett nyomtati, ez egy hónapos késést okozott a szállításban, s emiatt a könyv gyengén fogyott. Saunders ennek ellenére további két kötetet adott ki a sorozatban: The Quest for Cush (1984) és a The Trail of Bohu (1985).
2000-ben Sheree Renée Thomas szerző és szerkesztő kiadta Saunders Gimmile's Songs című novelláját a Warner Aspect által kiadott Dark Matter: A Century of Speculative Fiction from the African Diaspora című könyvében, valamint egy esszéjét: Why Blacks Should Read (and Write) Science Fiction. Ez a kiadvány az olvasók újabb generációjával ismertette meg Saunders munkásságát. 2004-ben a Yahimba's Choice című novellája jelent meg a Warner Aspect által kiadott Dark Matter: Reading the Bones című antológiában. 2006-ban a Night Shade Books megállapodott Saunders-szel, hogy kiadják az Imaro frissített kiadását. Ez az új kiadás nem tartalmazta a Slaves of the Giant Kings című munkát, mert a mű Saunders szerint túl sok párhuzamot mutatott a mai ruandai népirtással. 2008-ban megjelent a frissített Imaro-trilógia második regénye, a The Quest for Cush, ám ezután a cég úgy döntött, hogy egyelőre nem ad ki további Imaro-regényeket.
2008-ban Saunders kiadta Dossouye című regényét, amely alapjául Agbewe's Sword, Gimmile's Songs, Shiminege’s Mask, Marwe’s Forest és Obenga’s Drum című novellái szolgáltak. Maga Dossouye egy női harcos, akinek alakját a nyugat-afrikai Dahomey királyság a 19. század végéig valóban létező női harcosai ihlették.
Első történetei Jessica Amanda Salmonson Amazons! és Marion Zimmer Bradley Sword and Sorceress című antológiáiban jelentek meg, e gyűjtemények célja az volt, hogy növelje a fantasy-irodalomban a női főszereplők számát és elismertségét. Az Amazons (1986) című film forgatókönyvét maga Saunders készítette el Agbewe's Sword című novellája alapján. 2009-ben kiadta a The Trail of Bohu-t, a megújított Imaro-sorozat harmadik kötetét. Szintén 2009-ben jelentette meg a The Naama War-t, amely a negyedik, egyben utolsó Imaro-regény.
2012-ben adta ki Dossouye második regényét Dossouye: The Dancers of Mulukau címmel. 2017-ben jelentette meg a Nyumbani Tales-t, 2018-ban pedig egy Imaro-novellát a Robert M. Price által szerkesztett The Mighty Warriors című antológiában.

## Magyarul megjelent művei
- Halál Jukunban, novella, Galaktika 45., 1982
- Gimmile dala, novella, Kard és boszorkányság c. antológia, Valhalla Páholy, 1999, ISBN 9639238015
- Az őrület városa, novella, Atlantisz folyóirat 9. szám, 1990
- A hold tava, novella, Atlantisz folyóirat 10. szám, 1990

## Fordítás
- Ez a szócikk részben vagy egészben  a   Charles R. Saunders című angol Wikipédia-szócikk ezen változatának fordításán alapul.  Az eredeti cikk szerkesztőit annak laptörténete sorolja fel. Ez a jelzés csupán a megfogalmazás eredetét és a szerzői jogokat jelzi, nem szolgál a cikkben szereplő információk forrásmegjelöléseként.